# Batu Sumpah Keningau

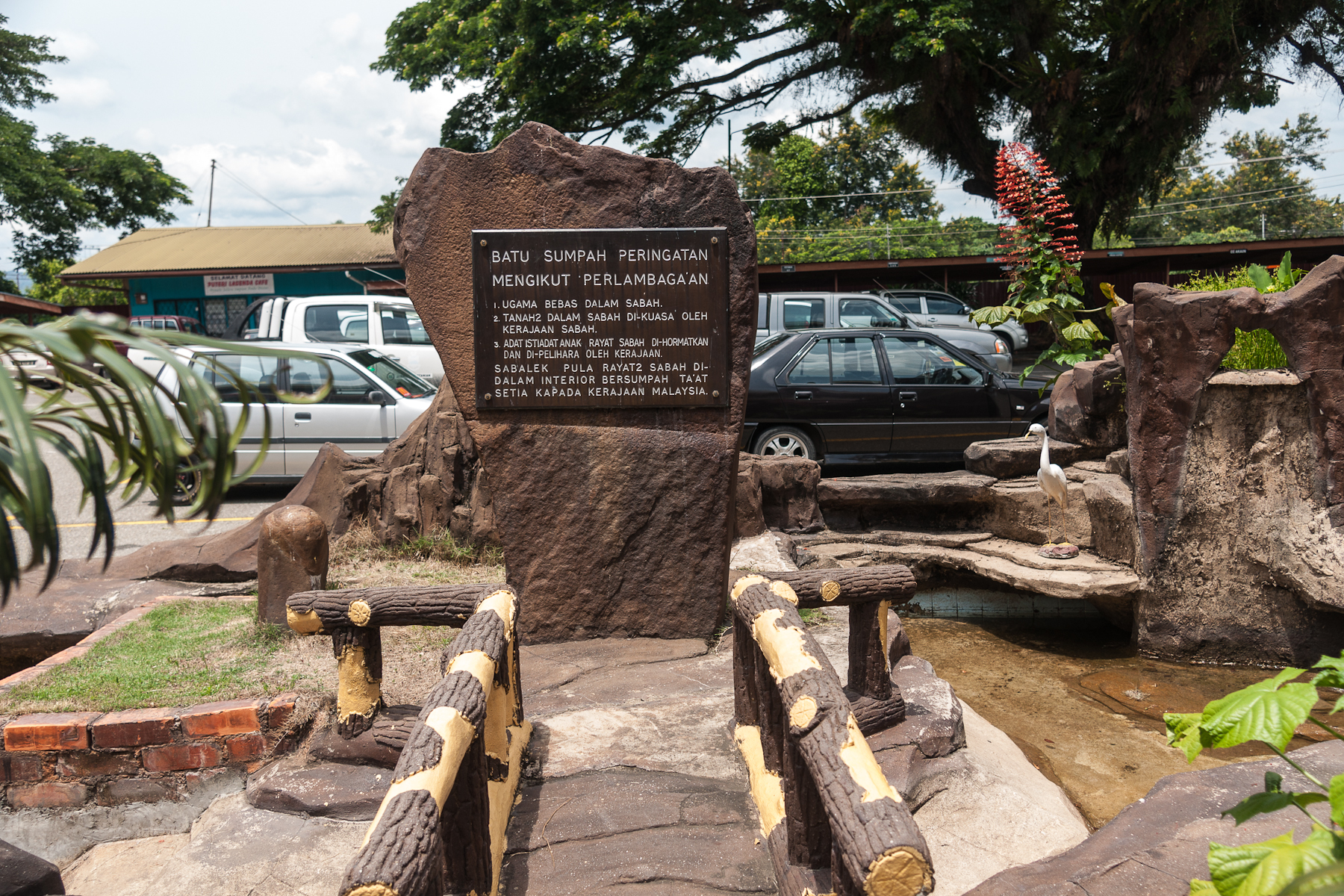
Der Schwurstein am District Office Keningau

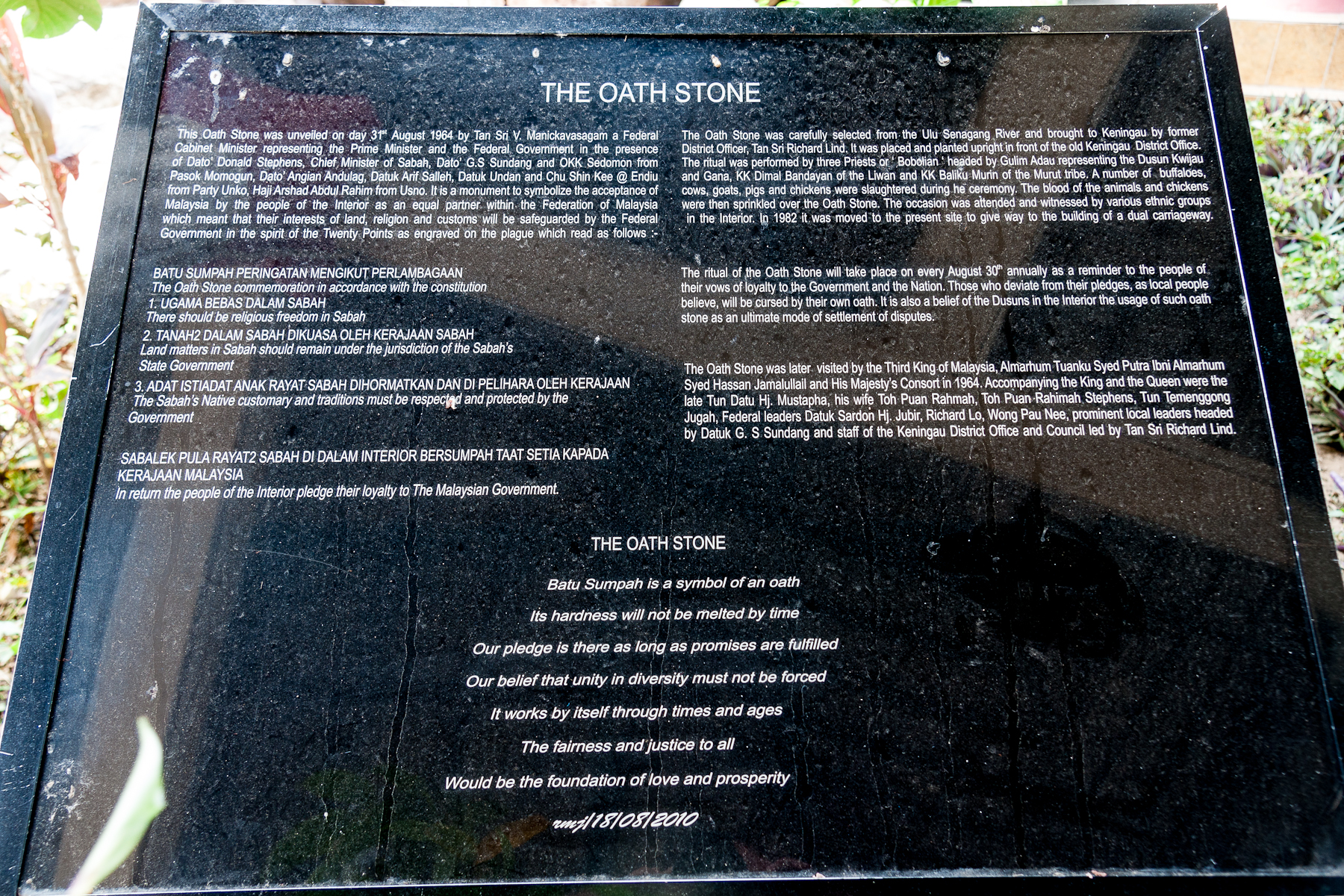

Der Batu Sumpah Keningau oder Keningau Oath Stone in der malaysischen Stadt Keningau ist ein Denkmal, das an die Versprechen erinnert, die von Malaysia anlässlich des Beitritts von Sabah zur Föderation Malaya am 16. September 1963 gegeben wurden.

## Beschreibung des Denkmals
Das Denkmal ist ein Megalith, der in der Nähe von Kampung Senegang, einem kleinen Dorf an der Straße zwischen Keningau und Tenom, aus dem Sungai Pegalan geborgen wurde. Die Bearbeitung des Steins wurde durch Garukon Gurun, einem früheren Mitglied der North Borneo Constabulary vorgenommen.
An der Vorderseite des Schwursteins ist eine bei John I. Thornycroft & Company in Singapur gefertigte, etwa 100 × 70 cm große Platte befestigt, die eine Inschrift in malaiischer Sprache trägt, die der alten Schreibweise vor der Rechtschreibreform im Jahr 1972 folgt:
|  | Batu Sumpah Peringatan Mengikut Parlambaga'an 1. Ugama Bebas Dalam Sabah. 2. Tanah2 Dalam Sabah Di-Kuasa Oleh Kerajaan Sabah. 3. Adat Istiadat Anak Rayat Sabah Di-Hormatkan Dan Di-Pelihara Oleh Kerajaan. Sabalek Pula Rayat2 Sabah Di-Dalam Interior Bersumpah Ta'at Setia Kapada Kerajaan Malaysia. |

oder übersetzt:
|  | Schwurstein zum Gedenken an die Verfassung 1. In Sabah soll Religionsfreiheit herrschen. 2. Landangelegenheiten bleiben unter der Jurisdiktion der Regierung von Sabah. 3. Die Adat und die Traditionen werden von der Regierung geachtet und aufrechterhalten. Im Gegenzug dazu verpflichten sich die Einwohner von Sabahs Landesinnerem zur Loyalität gegenüber der Regierung von Malaysia. |

## Geschichtlicher Hintergrund
Der Vorschlag, die Föderation Malaya die am 31. August 1957 zu einem unabhängigen Staat innerhalb des Commonwealth geworden war, um weitere Staaten zu ergänzen, stieß bei den einflussreichen Stammesführern der betroffenen Territorien teilweise auf heftigen Widerstand. Die gesetzgebende Versammlung von Nordborneo stimmte zwar dem Malaysia Agreement schließlich am 12. September 1962 unter der Voraussetzung zu, dass die von Tun Fuad Stephens entworfene "20-Punkte-Vereinbarung" Bestandteil des Vertrages sein würden – trotzdem standen die konservativen Kräfte innerhalb der Orang Kaya-Kaya, wie die Stammesführer in Sabah genannt wurden, dem Vorschlag weiterhin zurückhaltend gegenüber.
Nach weiteren Konsultationen schlug der Oppositionsführer G.S. Sundang von der Partei United Pasok-Momogun Kadazan Organisation vor, einen sogenannten traditionellen „Schwurstein“ zu errichten, der die Garantien des malaysischen Staates gegenüber Sabah manifestieren sollte und im Gegenzug die Loyalität der Bewohner im Landesinneren von Sabah einfordern würde.
Für die Bewohner des Landesinneren von Sabah hatte die Errichtung eines Schwursteins einen außerordentlich hohen symbolischen Wert. Der Stein gab ihnen die Gewissheit, dass durch den Anschluss Sabahs an die Föderation Malaya ihre Interessen – nämlich hinsichtlich der Landrechte, der Religion und der Bräuche – im Geiste der „20-Punkte-Vereinbarung“ gewahrt und durch den Staat geschützt blieben.
Damit konnte schlussendlich die ablehnende Haltung aufgelöst werden, die die Orang Kaya Kaya der Idee eines Zusammenschlusses entgegenbrachten.

## Aufstellungsort
Mit der Aufstellung des Schwurstein wurde der damalige District Officer von Keningau, Richard Lind, beauftragt. Der Stein wurde am 31. August 1964 in Anwesenheit von Tan Sri V. Manickavasagam als Vertreter der malaysischen Regierung, dem Ministerpräsidenten von Sabah Donald Stephens, G.S. Sundang von der Partei Pasok Momogun, dem Staatssekretär Yeap Kee Aik, dem District Officer Richard Lind, OKK Sedomon, OKK Angian Andulag sowie zahlreichen Vertretern der Kommunen und der verschiedenen Ethnien der Öffentlichkeit übergeben. Der ursprüngliche Aufstellungsort befand sich zunächst vor dem alten District Office von Keningau, in unmittelbarer Nachbarschaft zum Distriktskrankenhaus. 1982 wurde der Schwurstein an den heutigen Platz vor dem neuen District Office verlegt, um Platz für eine zweispurige Straße zu schaffen.

## Sonstiges
Zur Feier des Malaysia Day initiierte die Partei Parti Keadilan Rakyat am 16. September 2010 unter ihrem Parteivorsitzenden Jeffrey Kitingan das traditionelle Maningolig-Ritual am Schwurstein. Der zur Opferung vorgesehene weiße Hahn starb jedoch nicht wie vorgesehen, sondern lebte trotz aufgeschlitztem Genick weiter. Jeffrey Kitingan ließ verlautbaren, dass dies wahrscheinlich eine symbolische Erinnerung daran sei, dass nicht alle Bedingungen der Abmachung eingehalten worden waren.